# 4 juin 1914
Le 4 juin 1914 est le 155e jour de l'année 1914 du calendrier grégorien. Il s'agit d'un jeudi.

## Événements
- Création de la rue Joseph-de-Maistre à Paris, entre les rues Mercadet et Championnet.

## Arts et culture
- Sortie du film de Charlie Chaplin, Le Flirt de Mabel. Il s'agit du seul film de Chaplin à ne pas avoir été conservé[1].
- Création du poème symphonique Les Océanides de Jean Sibelius[2].

## Naissances
- Antoine Gissinger, député français
- Lloyd Marshall, boxeur américain[3]

## Décès
- Ferdinand Desbrest, maire de Vichy de 1893 à 1900